# Parc d'État de Mississippi Palisades
Le parc d'État de Mississippi Palisades (en anglais : Mississippi Palisades State Park) est un parc d'État américain consistant en un  réserve naturelle située dans l'État de l'Illinois, dans le comté de Carroll. Le secteur est connu pour ses grottes et ses falaises le long du Mississippi.